# N4,N4-Dimethylcytosin
N4,N4-Dimethylcytosin ist eine heterocyclische organische Verbindung mit einem Pyrimidingrundgerüst. Es ist ein Derivat der Nukleinbase Cytosin, welches an der Aminogruppe zweifach methyliert ist. Es kommt als Bestandteil des Nukleosids N4,N4-Dimethylcytidin (m42C) vor.
Weitere dimethylierte Nukleinbasen sind N2,N2-Dimethylguanin und N6,N6-Dimethyladenin.

## Gewinnung und Darstellung
N4,N4-Dimethylcytosin kann ausgehend von den teilweise geschützten Cytidin-Nukleosiden synthetisiert werden, gefolgt von der  einer Festphasensynthese dargestellt werden.